# Żanna Słoniowska
Żanna Słoniowska (ur. 1978 we Lwowie) – polska pisarka pochodzenia ukraińskiego.
Studiowała w Ukraińskiej Akademii Druku we Lwowie. Pracowała jako dziennikarka w Niezależnej Agencji Telewizyjnej (NTA). W 2002 roku przeniosła się do Polski, najpierw do Warszawy, gdzie zapisała się na studia doktoranckie na Uniwersytecie Humanistyczno-Społecznym SWPS. Po wyjściu za mąż przeniosła się do Krakowa, gdzie rozpoczęła twórczość literacką.
Finalistka Ogólnopolskiego Konkursu na Autorską Książkę Poetycką Świdnica 2010 za projekt tomu Bajka o bardzo małej dziewczynce. Laureatka konkursu na najlepszą powieść zorganizowanego przez „Znak” w 2014 roku za projekt powieści Dom z witrażem (w jury m.in. Sylwia Chutnik i Justyna Sobolewska; nagrodą było wydanie książki). Nominowana do Nagrody Literackiej „Nike” 2016 oraz laureatka Nagrody Conrada 2016 za tę powieść. Mieszka w Krakowie.

## Książki
- Przedwojenny Lwów: najpiękniejsze fotografie (Wydawnictwo RM, Warszawa 2013)
- Dom z witrażem (Społeczny Instytut Wydawniczy „Znak”, Kraków 2015)
- Wyspa (Wydawnictwo Znak Literanova), Kraków, 2019)